# Janez Svetokriški
Janez Svetokriški (ur. w 1647 w Svetim Križu, zm. w 1714 w Gorycji) – słoweński barokowy pisarz i kaznodzieja.

## Życiorys
Urodził się w 1647 w Krzyżu przy Vipavie (Świętym Krzyżu). Jego prawdziwe imię to Tobija Lionelli. Ojciec był hiszpańskim szlachcicem, matka Słowenką. Wstąpił do zakonu Kapucynów i został zakonnym kaznodzieją w Krainie i Styrii, a przede wszystkim na Przymorzu. Pod koniec życia mieszkał w Gorycji i tam zmarł w 1714.

## Dzieła
Swoje kazania wydał w 5 księgach pod jednym tytułem Sacrum promptuarium (Święta księga). Wyszły w latach 1691-1707. Zbiór zawiera kazania na niedziele i święta, a także na szczególne okazje. Przeznaczone były dla duchownych, którzy pomagaliby sobie tymi kazaniami w tworzeniu swoich własnych. Janez Svetokriški także pomagał sobie z zagranicznymi wzorcami, zbiorami, z których czerpał wizerunki, przykłady i historie. Są one jednak oryginalne.
Prawie wszystkie kazania są zestawione w podobny sposób: na początku jest temat, powiązany z motywem z odpowiedniej ewangelii bądź listu, następnie ten temat uformuje centralną idee kazania. W środku ilustruje sytuację z różnorakimi historiami, przykładami, anegdotami, legendami. Czasem cała środkowa część jest oparta na jednym motywie (np. męczennictwo św. Agnieszki). Sens kazania pokazuje streszczenie głównej idei.
Literacko najważniejsza część jego kazań jest materiał narracyjny, z którym ilustruje zawartość ideową, o której mu przede wszystkim chodzi. Ten materiał zręcznie formuje, z poczuciem malowniczości, drastyczności bądź humoru opowiadanych historii. Tworzy też poniekąd początki literacko formowanych gatunków narracyjnych (legenda, anegdota, bajka itp.).

## Mentalność
Mentalność Janeza Svetokriškiego jest surowo kościelna w duchu jego doby, równocześnie praktyczna. Na zewnątrz nie pokazuje niektórych znaków charakterystycznych dla barokowego uczucia – w poświęceniu, pięknie i uczuciu widzi tylko grzech, nie estetyczną wartość, czego dotyczyła europejska barokowa estetyka i sztuka. Stawia im naprzeciw wymagania doktryn kościoła i tradycyjnych chrześcijańskich morałów – surowych i rozumowo określonych obowiązków w rodzinie, stanie i kraju. Zwraca uwagę na dziwaczne, naturalistyczne szczegóły codziennego życia, które chętnie przeplata z chrześcijańską mentalnością. To ujawnia w nim przynajmniej częściowo barokowo nastrojonego człowieka.
Jego życiowa mądrość jest chrześcijańska, równocześnie trzeźwa i praktyczna. Podkreśla relatywność rozumu, poleca społeczną troskę i umiar.

## Język i styl
Janez Svetokriški napisał swoje kazania w języku, w którym widać wpływ dialektu z doliny Vipavy. Jest w nim wiele germanizmów, jednak prawie nic hiszpańskiego. Język jest malowniczy, barwny, konkretny.
Styl jest pełen barokowych elementów. Wielość porównań, alegorii, cytatów, metafor, antytez.